# Pimelabditus moli
Pimelabditus moli — єдиний вид роду Pimelabditus родини Пласкоголові соми ряду сомоподібні. Наукова назва походить від грецького слова pimele, тобто «плаский», та латинського слова abditus — «прихований». Власна назва надана на честь іхтіолога Яна Моля.

## Опис
Загальна довжина сягає 14,1 см. Голова трохи подовжена, сильно сплощена зверху. Морда звужена. Очі великі опуклі. Рот вузький, розташовано у нижній частині голови. Щелепи укорочені, з розширеною міжщелепною кісткою. Зуби міцні, голчасті. Є 3 пари вусів, з яких 1 пара на верхній щелепі дуже довга, 2 пари на нижній щелепі — короткі. Тулуб подовжений, стрункий. Скелет складається з 46-47 хребців. Спинний плавець складається з 6 м'яких та 2 жорстких променів. Грудні та черевні плавці звужені. Жировий плавець великий. Анальний плавець низький, довжиною поступається жировому, має 8 м'яких променів. Хвостовий плавець маленький, сильно усічений.
Забарвлення однотонне — піщано-жовте. Очі жовті, навколо них область забарвлена у чорний колір.

## Спосіб життя
Це бентопелагічна риба. Воліє до прісних вод. Зустрічається в швидкій течії серед валунів. Активна у присмерку. Живиться дрібною рибою і безхребетними.

## Розповсюдження
Мешкає в річці Мароні на території Французької Гвіани і Суринаму.